# Хајлсхоп
Хајлсхоп (њем. Heilshoop) општина је у њемачкој савезној држави Шлезвиг-Холштајн. Једно је од 55 општинских средишта округа Штормарн. Према процјени из 2010. у општини је живјело 600 становника. Посједује регионалну шифру (AGS) 1062032.

## Географски и демографски подаци
Хајлсхоп се налази у савезној држави Шлезвиг-Холштајн у округу Штормарн. Општина се налази на надморској висини од 19 метара. Површина општине износи 8,5 km². У самом мјесту је, према процјени из 2010. године, живјело 600 становника. Просјечна густина становништва износи 71 становника/km².